# Eugenia pachyclada
Eugenia pachyclada är en myrtenväxtart som beskrevs av Carlos Maria Diego Enrique Legrand. Eugenia pachyclada ingår i släktet Eugenia och familjen myrtenväxter. Inga underarter finns listade i Catalogue of Life.